# Сербская прогрессивная партия
Сербская прогрессивная партия (серб. Српска напредна странка, серб. лат. Srpska napredna stranka) — сербская политическая партия, созданная в октябре 2008 года бывшим фактическим лидером сербских радикалов Томиславом Николичем в результате партийного конфликта в Радикальной партии между Николичем и Воиславом Шешелем. Партия считается консервативной, сербской националистической, неолиберальной, проевропейской и популистской, а также выступает за вступление Сербии в ЕС. По состоянию на 2021 год, СНС насчитывает не менее 800 000 членов и является крупнейшей политической партией в Европе по количеству членов.

## История
Сербская прогрессивная партия была сформирована группой бывших депутатов от Сербской радикальной партии (СРП) во главе с Томиславом Николичем. Разочарованные руководством партии, проевропейские члены покинули и сформировали парламентскую группу «Передняя Сербия». СНС была основана и провела своё первое заседание конгресса 21 октября 2008 года.
В 2011 году СНС сформировала предвыборную коалицию с участием Новой Сербии, Движения «Сила Сербии» и Движения социалистов для участия в выборах 2012 года.
На парламентских выборах 2012 года партия возглавила коалицию «Давайте движемся Сербией» и получила 55 мест из 73, выигранных коалицией в Национальном собрании. Лидер партии Томислав Николич победил Бориса Тадича из Демократической партии во втором туре президентских выборов 2012 года.
После избрания президентом Сербии Николич ушёл в отставку с поста лидера партии 24 мая 2012 года, оставив заместителя президента Александра Вучича ответственным до избрания преемника. Вучич был единственным кандидатом, который баллотировался в партийное руководство, и был избран 29 сентября 2012 года, а Йоргованка Табакович — избран его заместителем.
Сербская прогрессивная партия одержала убедительную победу на досрочных выборах в Парламент Сербии, состоявшихся 16 марта 2014 года. Партия и её союзники заручились поддержкой 49,96 % избирателей и получили 158 из 250 мест в Народной Скупщине.

## Сотрудничество с «Единой Россией»

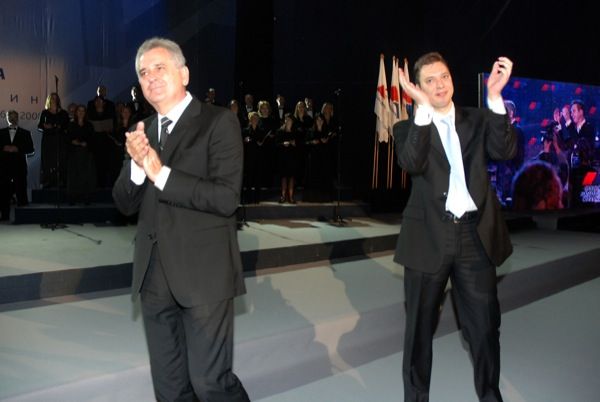
Томислав Николич и Александр Вучич

27 октября 2010 года в Санкт-Петербурге было подписано соглашение о сотрудничестве между партией «Единая Россия» и Сербской прогрессивной партией. С российской стороны в церемонии принял участие председатель высшего совета «Единой России», председатель Государственной Думы РФ Борис Грызлов, с сербской — председатель Сербской прогрессивной партии Томислав Николич. Партии договорились консультироваться и обмениваться информацией по актуальным вопросам.
Прогрессивная партия Сербии 18 марта 2019 года в Белграде подписала совместное заявление об улучшении стратегического партнёрства между Россией и Сербией в интересах как стран, так и национального братства с партией «Единая Россия».

## Программа партии
Программа сербской прогрессивной партии строится на 10 основных принципах:
1. Защита территориальной целостности Сербии.
2. Помощь сербскому народу за пределами границ Сербии, особенно на территории бывшей Югославии.
3. Борьба за формирование стабильного состояния, в котором верховенство закона и уважение к конституции будет основой государственного управления.
4. Борьба за соблюдение конституции, международных договоров и сохранение прав национальных меньшинств.
5. Повышение роли Сербии в мире, быть мостом между западом и востоком.
6. Военный нейтралитет. Только логичные действия в период обострений между Россией и НАТО.
7. Борьба с преступностью и коррупцией.
8. Экономическое процветание и сокращение безработицы.
9. Социальная справедливость.
10. Равное региональное развитие и децентрализация Сербии.

## Председатели партии
| # | Председатель                               | Председатель | Годы жизни | Начало полномочий | Конец полномочий |
| - | ------------------------------------------ | ------------ | ---------- | ----------------- | ---------------- |
| 1 | Томислав Николич                           |              | род. 1952  | 21 октября 2008   | 24 мая 2012      |
| 2 | Александр Вучич (и. о. с 29 сентября 2012) |              | род. 1970  | 24 мая 2012       | 27 мая 2023      |
| 3 | Милош Вучевич                              |              | род. 1974  | 27 мая 2023       | настоящее время  |